# Rika Hattori
Rika Hattori (jap. 服部梨花 Hattori Rika; ur. 19 maja 1990 w Jokohamie, w Japonii) – japońska siatkarka grająca na pozycji środkowej. Obecnie występuje w drużynie Pioneer Red Wings.